# Oxydia transponens
Oxydia transponens là một loài bướm đêm trong họ Geometridae.